# Эрик-Удори, Джун
Джун Эрик-Удори (род. 18 июня 1998, Дублин) — писательница и феминистка из Великобритании. Она журналистка и блогер The Guardian, New Statesman и Cosmopolitan. В 2016 году BBC включила её в список «вдохновляющих и влиятельных женщин 2016 года».

## Ранняя жизнь и работа
Эрик-Удори нигерийского происхождения, она родилась в Ирландии, живёт и работает в Соединённом Королевстве, куда переехала, когда ей было 10 лет. Она училась в школе Downe House School в Тэтчеме, Беркшир.
Эрик-Удори подала петицию и добилась включения изучения феминизма в учебную программу по политике базового уровня в Великобритании. Она член Молодёжной консультативной группы Plan UK и посол FGM Plan UK, проводит кампанию против калечащих операций на женских половых органах.
Эрик-Удори — Young Press Officer Integrate Bristol, в 2015 году была номинирована на премию «Умные женщины года» журналом Red. Была номинирована на премию «Молодой комментатор года» в 2015 году, на премию Words By Women в 2015 году и премию PRECIOUS Awards за лидерство.
Была выбрана редактором-стажёром Random House.